# Alon Feuerwerker
Alon Feuerwerker (Arad, Romênia, 14 de setembro de 1955), jornalista brasileiro, é analista político e de comunicação na FSB Holding_. Produziu entre 2005 e 2011 o Blog do Alon. Desde 2016 publica análises de conjuntura em alon.jor.br. É colunista do Poder 360. Autor de “Brasil em capítulos: Um olhar sobre a política, do impeachment às eleições de 2018” (Imprimatur, 428 páginas) e de "Novos capítulos da política brasileira: o primeiro ano da Era Bolsonaro" (Imprimatur 184 páginas) . Foi incluído pela Folha de S.Paulo entre os mil principais influenciadores digitais de política no Brasil. Foi consultor para temas judaicos e Israel na telenovela Órfãos da Terra (TV Globo, 2019), vencedora do Emmy Internacional 2020 na categoria Melhor Novela. 
De 1958 a 1960 morou em Israel. Está no Brasil desde 1960. Na juventude militou no movimento sionista Chazit Hanoar.
Nos anos 1970 foi um dos líderes do movimento estudantil contra a ditadura. Entre 1978 e 79 foi presidente do Centro Acadêmico “Oswaldo Cruz” da Faculdade de Medicina da Universidade de São Paulo. Entre 1979 e 80 foi vice-presidente da União Nacional dos Estudantes, na primeira diretoria após a reconstrução da entidade estudantil, colocada na ilegalidade pelo regime militar dos anos 60.
De 1977 a 1981 foi militante e dirigente estadual em São Paulo do Partido Comunista do Brasil (PCdoB), então clandestino.
Começou no jornalismo profissional em 1980, como free-lancer do semanário de esquerda independente Movimento, comandado pelo jornalista Raimundo Rodrigues Pereira. De 1982 a 86 trabalhou no semanário Voz da Unidade, do Partido Comunista Brasileiro, onde foi editor de Política e editorialista. Militou no PCB de 1981 até o início dos anos 90, quando o partido se transformou no PPS (Partido Popular Socialista). Em dezembro de 1982 foi preso quando a Polícia Federal invadiu o local onde seria realizado o Congresso pela legalização do PCB, então ilegal.
De 1986 a 93 trabalhou na Folha de S.Paulo, onde foi editor de Economia, de Opinião e de Esportes, repórter especial e secretário de Redação. Em 1992 comandou interinamente a Sucursal de Brasília. Foi também diretor da Agência Folha e da Folha da Tarde. Em 1991 uma entrevista sua com o então presidente Fernando Collor, que processava a Folha de S.Paulo na ocasião, foi incluída no livro "20 textos que fizeram história", publicado pelo jornal.
Em 1994 foi assessor do candidato do Partido dos Trabalhadores (PT) ao governo de São Paulo, José Dirceu.
Entre 1994 e 95 foi chefe do Departamento de Comunicação da Prefeitura de Santos (SP), na gestão do prefeito David Capistrano (PT).
Entre 1996 e 97 foi editor-executivo do Brasil OnLine  (BOL, do Grupo Abril). De 1997 a 2002 foi Diretor de Desenvolvimento e Atendimento, Diretor e Vice-Presidente Comercial do Universo Online (UOL). Em 2001 venceu o IBest de Comércio Eletrônico com o Shopping UOL (Júri Popular).
Entre 2000 e 2001 foi professor de Jornalismo Online da Escola de Comunicação Social Cásper Líbero, que lhe deu o Título de Notório Saber em Jornalismo. Em 2000 recebeu da revista Exame a menção como um dos "100 mais da Indústria de Alta Tecnologia no Brasil".
No início de 2002 foi assessor de imprensa da prefeita Marta Suplicy (PT), de São Paulo. Em meados daquele ano foi contratado como coordenador de imprensa da campanha de José Serra (PSDB) à Presidência da República.
Entre 2003 e 2004 foi chefe de Comunicação na liderança do governo de Luiz Inácio Lula da Silva na Câmara dos Deputados, com o deputado Aldo Rebelo (PCdoB-SP). Entre 2004 e 2005 foi subchefe de Assuntos Parlamentares na Secretaria de Coordenação Política e Assuntos Institucionais da Presidência da República, com o ministro Aldo Rebelo. No cargo, recebeu em 2004 a Medalha da Ordem do Mérito Aeronáutico da Força Aérea Brasileira.
Entre 2005 e 2006 foi repórter especial de Política do jornal Correio Braziliense, período em que lançou o Blog do Alon.
Em 2006 passou a trabalhar como consultor de empresas para análise de conjuntura e estratégias de comunicação. De 2007 a 2011 foi colunista político do Correio Braziliense, no qual comandou a editoria de Política até abril de 2009. Em agosto de 2011 recebeu o Prêmio Engenho de Comunicação como melhor coluna política da imprensa.
Entre outubro de 2008 e março de 2011 apresentou o Jogo do Poder, programa de entrevistas na rede de TV CNT.
Entre 2012 e 2014 dirigiu a FSB Comunicações em Brasília.
Em 2014, participou da área de Comunicação da campanha de Eduardo Campos e Marina Silva à Presidência e Vice-Presidência da República.
Em março de 2009 ingressou com petição junto ao Supremo Tribunal Federal para ser admitido como amicus curiae no julgamento do Recurso Extraordinário 511961, sobre a necessidade de diploma de jornalismo para o exercício da profissão de jornalista. A petição foi indeferida, mas no julgamento do caso, em 17 de junho de 2009, o Supremo decidiu que não é necessário diploma universitário de jornalismo para se exercer a profissão de jornalista. O caso de Alon Feuerwerker foi citado pelo ministro Gilmar Mendes, relator, no voto vencedor.
Entre 2010 e 2011 foi diretor da Associação Brasileira de Jornalismo Investigativo (Abraji).
Em 2012 recebeu do Exército Brasileiro a Medalha do Pacificador.
De 2019 a 2022 foi colunista da revista Veja.
De 2020 a 2024 foi colunista da Bússola Exame.